# Хименес, Энцо
Энцо Даниэль Хименес Рохас (исп. Enzo Daniel Giménez Rojas; род. 17 февраля 1998, Луке, Сентраль) — парагвайский футболист, полузащитник клуба «Серро Портеньо».

## Клубная карьера
Хименес — воспитанник клуба «Хенераль Диас». 11 марта 2016 года в матче против «Ривер Плейт» он дебютировал в парагвайской Примере. 30 июля 2017 года в поединке против «Соль де Америка» Энцо забил свой первый гол за «Хенераль Диас». 27 июля 2018 года в матче Южноамериканского кубка против колумбийского «Мильонариос» он забил гол. 
Летом 2020 года Хименес перешёл в «Серро Портеньо». 22 июля в матче против «Либертада» он дебютировал за новый клуб. 26 июля в поединке против «Ривер Плейта» Энцо забил свой первый гол за «Серро Портеньо». 26 мая 2021 года в матче Кубка Либертадорес против «Америка де Кали» он забил гол. В составе клуба он дважды выиграл чемпионат Парагвая.

## Достижения
Командные
 «Серро Портеньо»
- Победитель парагвайской Примеры (2) — Апертура 2020, Апертура 2021